# غباش (اسم)
غباش هو اسم علم مذكر من أصل عربي، ومعناه هو مبالغة من غابش، كثير الظلم المخادع الغشاش، والغباش الذي يأتي ليلًا من الغبش بقية الليل أو ظلمة آخر الليل.

## وصلات خارجية
- موسوعة السلطان قابوس لأسماء العرب نسخة محفوظة 5 أبريل 2019 على موقع واي باك مشين.